# 築地市場
35°39′41″N 139°46′11″E / 35.66139°N 139.76972°E

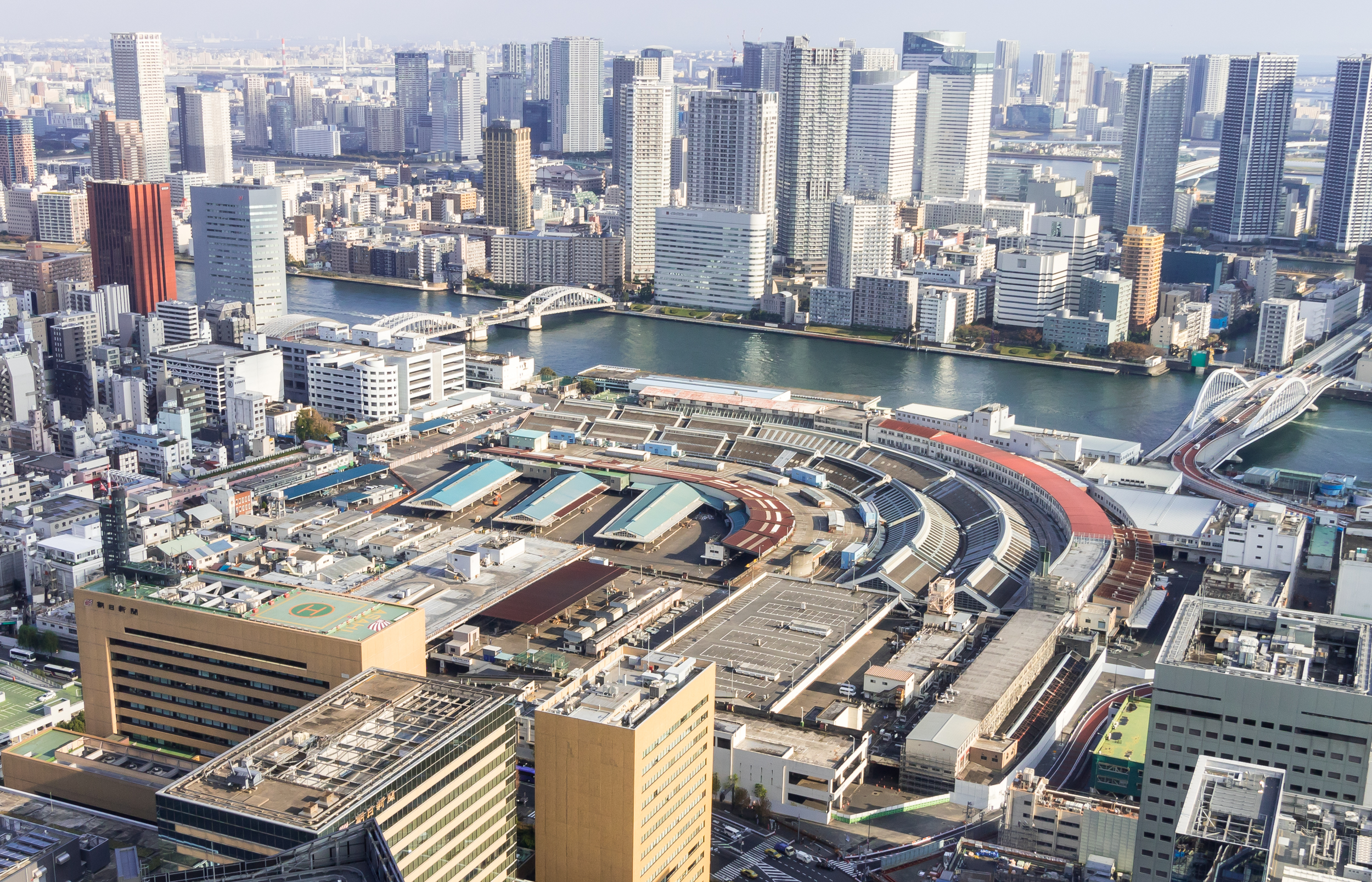
從汐留鳥瞰築地市場（攝於2018年關場前）

築地市場（日语：／ Tsukiji shijō）是過往位於日本東京都中央區築地的公設批發市場，曾為東京都11座中央批發市場之一，亦曾是全世界營運規模最大的鱼市，從1935年開設至2018年10月6日為止。除了批發市場區塊之外，旁側尚有規模龐大的傳統市場及商店街，稱為「場外市場」，與別稱為「場內市場」的批發市場本體相對。
築地場內市場關閉後，拆除改建为停车场予2020年東京奧運使用，其功能由同步啟用之豐洲市場繼承。場外市場則不受場內市場關閉影響，仍然設於原地。

## 簡介

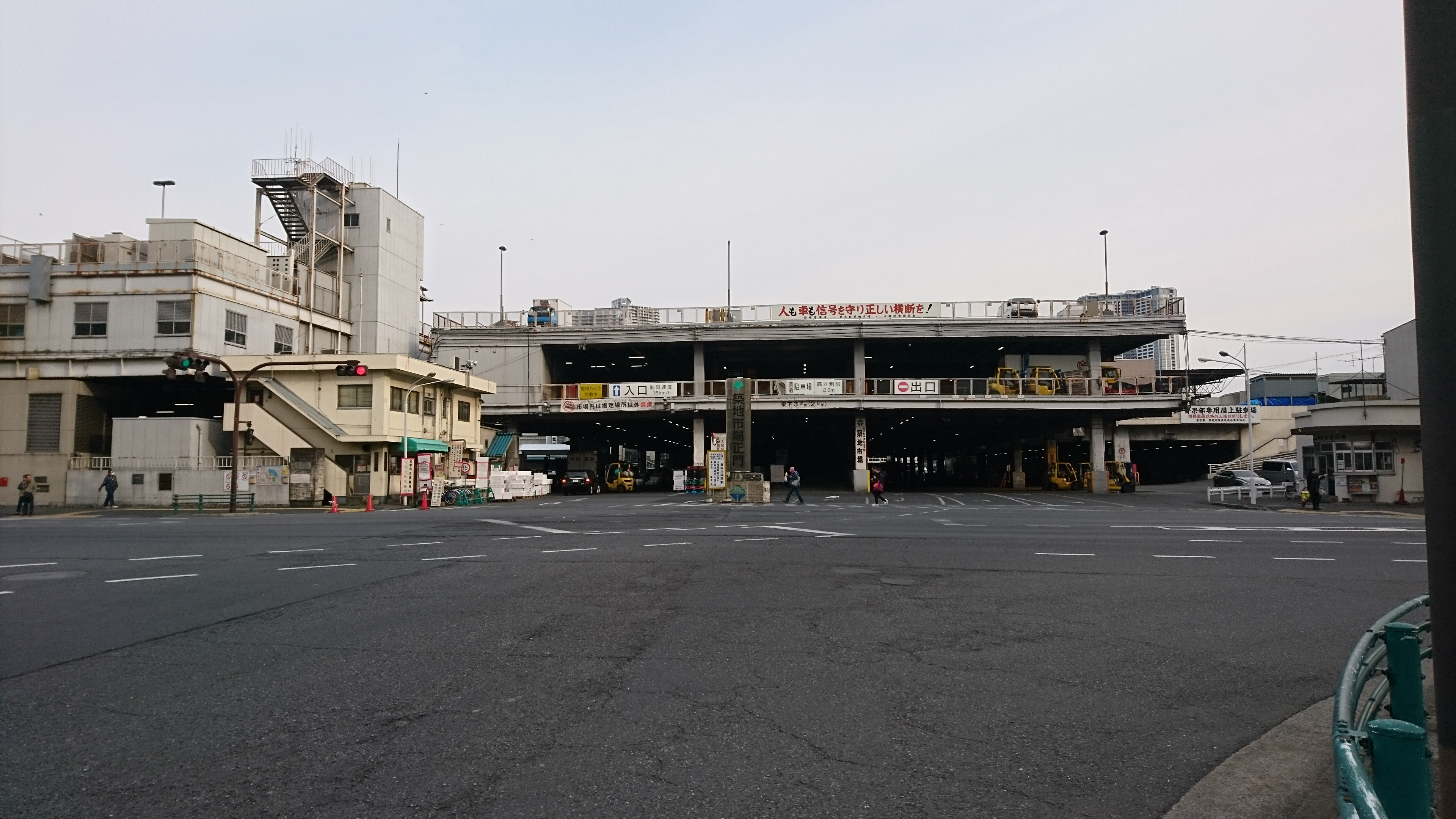
築地市場正門（攝於2017年）

築地市場整體上有兩個不同的部分：狹義上的築地市場僅指批發市場區域，又稱為「場內市場」（／ Jōnai shijō）、或逕稱為「場內」，有7家註冊批發業者、約1000家註冊仲卸（中盤商）業者在此進行魚貨與蔬果的拍賣，面積約為23萬平方公尺；廣義則包括批發市場東北側的傳統市場及商店街區域，稱為築地場外市場商店街（／ Tsukiji jōgai shijō shōtengai），通稱「場外市場」（／ Jōgai shijō）、或逕稱為「場外」，由銷售廚房器具、餐廳用品、雜貨、海鮮的小型批發與零售店、以及許多餐館所組成，特別是壽司店。
除了在築地六丁目的停車場部份地方外，築地市場（場內市場）的地址編號為「東京都中央區築地五丁目2番1號」。距離市場最近的車站為都營地下鐵大江戶線的築地市場站，另一較近的車站則是約300公尺外的東京地下鐵日比谷線築地站。
於築地市場處理的貨品種類除了海鮮（處理量日本最大）外，還有蔬果（包括蔬菜和水果）、雞肉、雞蛋、醃菜和各種加工食品（豆腐、豆芽、急凍食品等）。雖然少為人知，築地市場的蔬果交易量在東京都各中央批發市場中是僅次大田市場的第2名。2005年的數據顯示，築地市場處理所有種類貨品合計約91萬6866公噸（每日處理海鮮2167公噸，蔬果1170公噸），金額約為5657億日圓（每日處理海鮮17.68億日圓，蔬果3.2億日圓）。
拍賣場和中間商所在的主要建築物設計成一弧形，最主要是由於市場最初附設有國鐵東京市場站，站內外的軌道路線與市場建築平行，用此讓鮮魚貨物列車等入線。但公路貨車崛起後，從一般貨物到新鮮食品都逐漸由貨車取代貨物列車運送，受此影響冷凍車、活魚車等該站停靠的貨物列車逐漸被淘汰，而車站亦在1984年廢止，市場內外的路線均被拆除。市場的青果門附近仍在舊汐留站遺址的延伸處留下了零散的柏油路做為路線的痕跡，那條行人路亦留有了原平交道的警報機，也就是濱離宮前平交道遺跡。
東京重要商圈之一的銀座就在附近，有如此地點條件的批發市場在其他地區並不多。

## 歷史

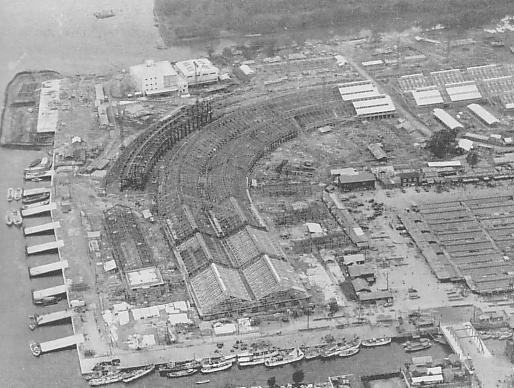
建設中的築地市場，攝於昭和時代

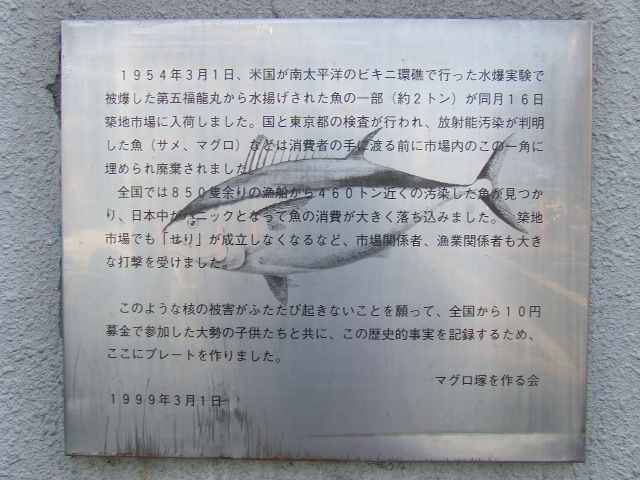
第五福龍丸的紀念銘版

從江戶時代起負責東京食品流通業務的是日本橋魚河岸為首的市場群，但被1923年（大正12年）9月發生的關東大地震摧毀。同年12月，借用原本為外國人居留地（築地居留地）的海軍省屬地作為臨時的東京市設魚市場的地點，同時在此開始建設新的鮮魚市場 - 築地市場。
- 1927年（昭和2年）取得築地主要建築用地12239.92坪。
- 1928年（昭和3年）築地主要用地填海工程開始。
- 1933年（昭和8年）築地主建築的工程項目幾乎完成，並舉行竣工儀式。
- 1935年（昭和10年），於東京市京橋區（今東京都中央區）的築地開設東京市中央批發市場。
- 1936年（昭和11年），東京魚市場株式會社開始舉行正式拍賣競標。
- 1954年（昭和29年），美國在比基尼環礁進行的氫彈試爆實驗（城堡行動中的Bravo實驗）時受污染的第五福龍丸漁獲中的鮪魚、大青鯊等等於同年3月15日進貨到築地市場，因存在這些含有高輻射的魚獲而導致市場陷入混亂。拍賣被中斷，剩下的海產亦沒有商家願意開價競投。行政指示將受污染的海產埋在場內，在埋葬地點興建「原爆鮪魚」之墳，向現世人流傳那場災難（截至2006年，因應市場重修等的需要而暫時移設到夢之島第五福龍丸展示館）。現在市場的外牆掛有紀念牌，據說是為了不阻礙往來而改成鐵板的。
- 1995年（平成7年），隨著都營地鐵大江戶線（當時的都營12號線）築地市場站的工程而需要調查市場的地底，受到傳媒報導「會不會發掘這些屍體」而成為新聞焦點，但結果並無發掘到任何的屍體。
- 1995年3月20日，奧姆真理教發動地鐵沙林毒氣事件，在聚集人數眾多（當時來說）的築地站亦最多受害者死傷，附近的聖路加國際醫院由於接收多數需要急救的傷者而整天陷入混亂。
- 2000年（平成12年）12月12日，隨著都營地下鐵大江戶線全線通車的同時，築地市場站亦開始投入運作（場內設有出入口）。
- 2018年10月6日，當日的營業時間結束後，築地市場正式關閉。

## 構造設施

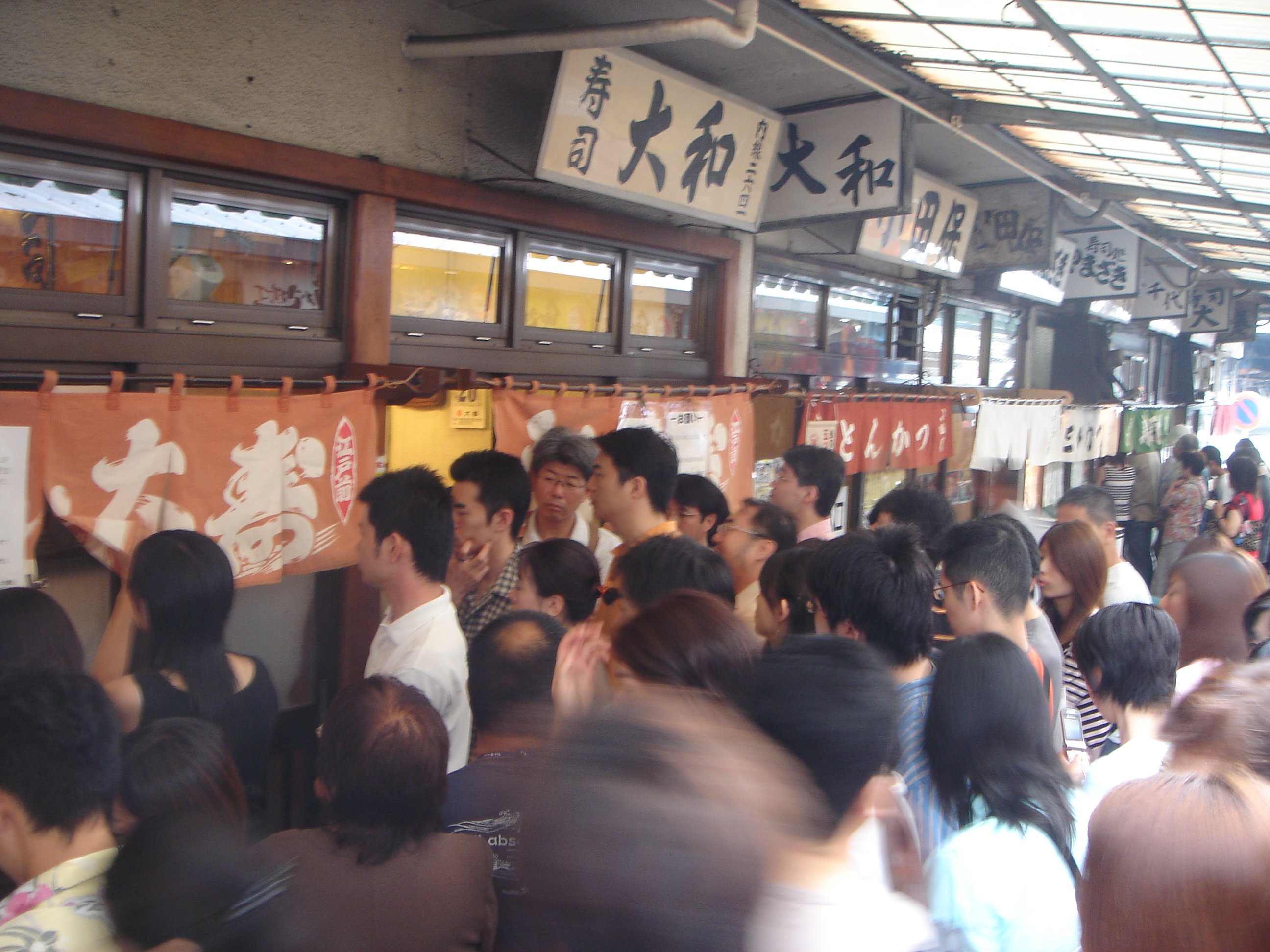
場內市場商店街「魚河岸橫丁」內人潮擠擁的壽司店

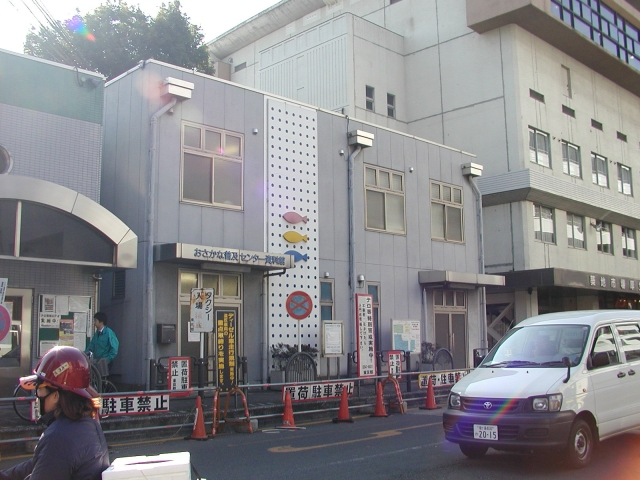
在勝鬨橋前入口處的「魚類普及中心資料館」

正門
向著新大橋通的築地市場門口。位於警視廳築地警察署中央市場和築地市場站的A1出口。隔街為國立癌症研究中心中央醫院與朝日新聞東京本社。
青果門
由於附近有處理蔬果的拍賣場而得名的門口。很多運送蔬果的貨車通行。
勝鬨門
毗鄰勝鬨橋的築地市場門口。附近是市場範圍內的「魚類普及中心資料館」、「築地市場福利會館」，還有市場範圍外的勝鬨橋和收集該區資料並對外公開的「勝鬨橋資料館」、隔著晴海通的日冷總部大樓。
海幸橋門
鄰接波除神社的築地市場門口。名字來源於架在築地川支流上的拱橋「海幸橋」，現在支流被填造地，作為停車場由中央區管理經營，橋的結構性物件橋桁與欄干正被撤除中。
市場橋門
在向著新大橋通的門口中最東面（或許是北）的門口，因附近是市場橋而得名。由於通道狹窄而且常作為後門，只作為離場方向通行。
相關事業者經營所
跟鮮魚和蔬果沒直接的關係的一些店舖正遷入此，一列排至9號楝。
鐘樓
雖然曾在東京都的建築頂上，但現在已經撤除。目前通道名稱仍保留為時計塔通。
進貨保管所
在場內有數個供中間商等寄存已購入商品的地方。在這裏聚集貨物，往停靠著的汽車上載貨物並送到商店或飲食店。常被稱為「潮待茶屋（等待潮漲的茶莊）」或簡稱「茶屋」。名稱源於魚河岸還在日本橋時，需使用圍繞在東京市四周的河川、運河等的水路並使用船上載魚獲，等到滿潮時才開始運送工作而來。使用茶屋是必需要有合同的。
東京都市場衛生檢查所
屬檢驗部門的食品衛生監視員負責在市場內流通的食品的監視和檢驗，以及進行對業者的衛生指導。歸東京都福利保健局管轄，足立市場和大田市場都有分所。
場外市場商店街
築地市場的周圍亦有很多以採購者為對象的店鋪，形成被叫做「場外」的商店街。相對於這邊，築地市場則被叫做「場內」。場外比起場內較多普通客和旅遊客。
波除神社
與築地市場的海幸橋門鄰接的神社。正如字面上說亦有「填海地」別稱的「築地」地名一樣，這附近一帶都是填海地區。雖然早在德川家康的時代，萬治元年（1658年）時就從築地本願寺開始填海造地，但接連不斷因大浪而使工程進展困難。但是自從把在海中發現的五穀神像當神來供奉之後，風浪就平靜下來工程亦順利完成。這就是「波除」的來源，而且亦一直信仰著消災和航海安全的神。又，從築地市場鄰接著的地方可看到，有「海老塚」（蝦墳）、「鮨塚」（生魚墳）、「玉子塚」（雞蛋墳）等供奉與海鮮或食品有關連的亡魂的墳墓。

## 做為旅遊點的市場

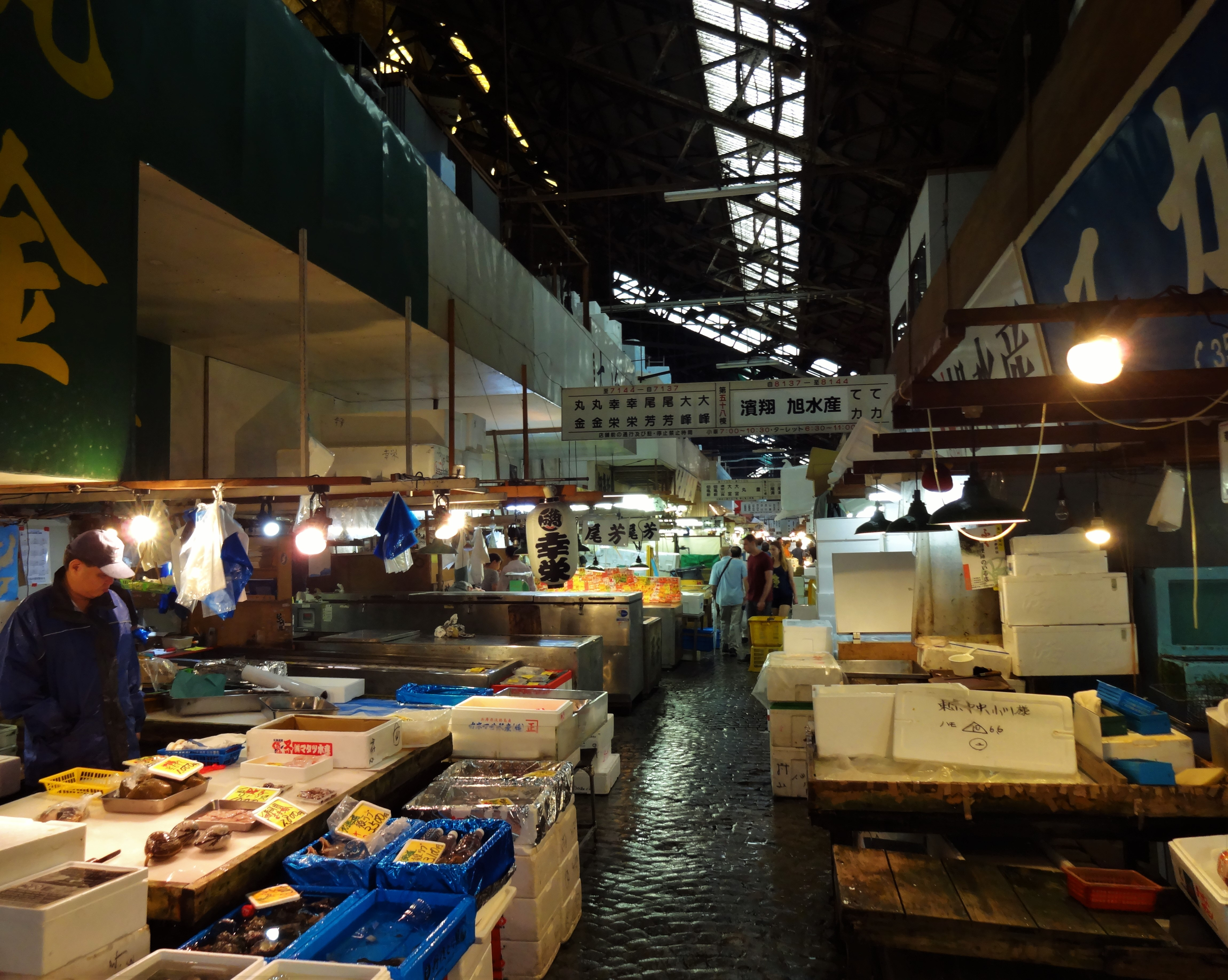
築地市場的批發店鋪

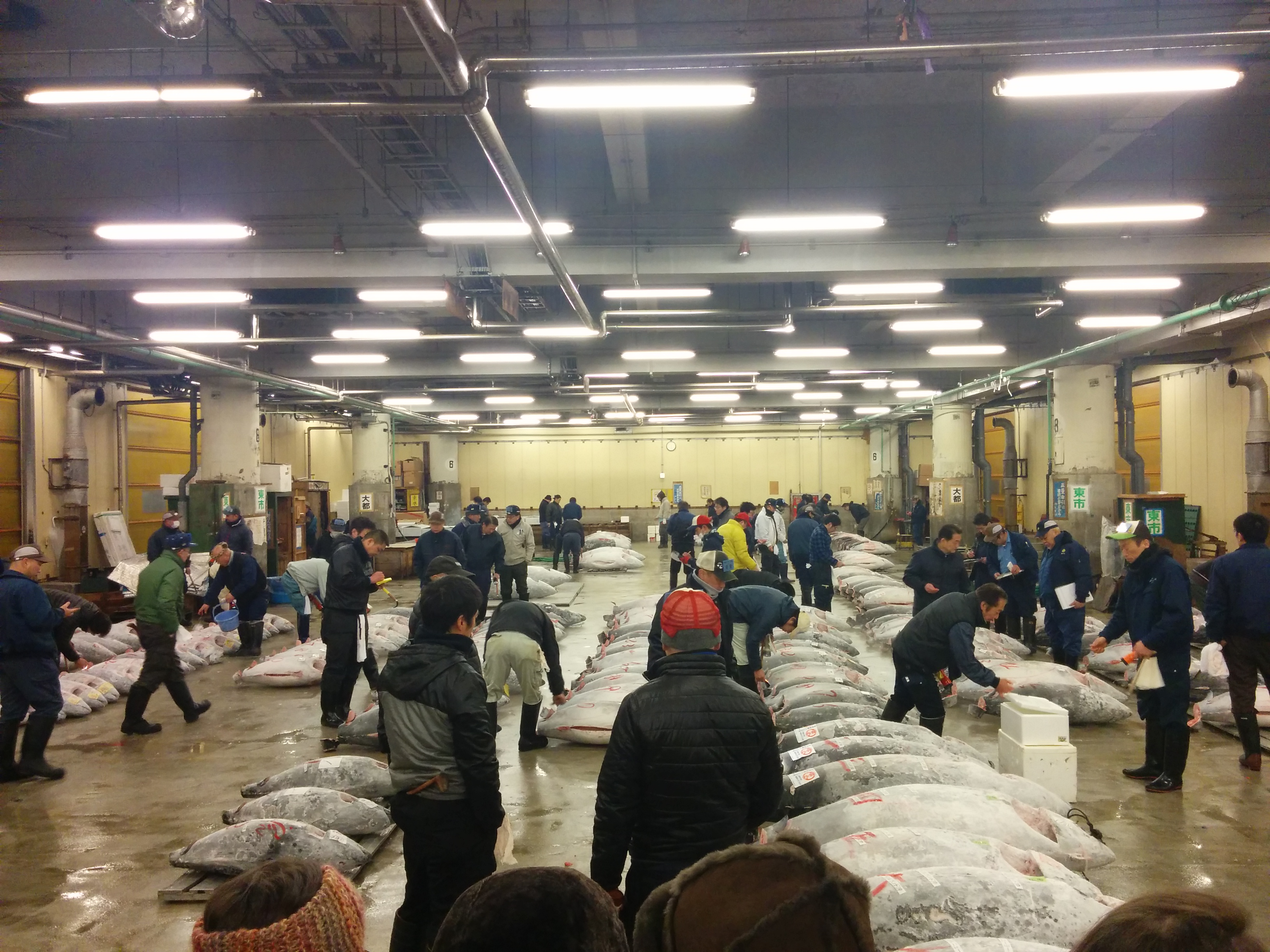
築地市場的鮪魚競標

由於築地市場有很多新鮮食品和食店，食家頻頻透過大眾傳播做宣傳拍攝，越來越多的普通的參觀客和購買客到訪。現在不僅是東京的旅遊指南，連以外國人為對象的指南亦將築地市場納入在內，成為日本的旅遊點之一。
並且，築地市場別稱為場內市場，而毗鄰築地市場的商店街則稱為場外市場；市場範圍內主要是以東京都管轄的批發商、中間商和相關業者這些向業界銷售為前提的店，而場外市場與普通的商店街一樣較多以普通客和旅遊客為對象的店，遊客通常會在新大橋通和晴海通的十字路口起至市場為止的地區遊覽。
- 在休市日，場內市場大部份的店舖都不營業，場外市場亦大致上跟隨。
- 上午時場內大部份的店都會打烊。
- 星期日、假日基本上是休市。
- 除星期日外包括假日在內每月大約擬定兩次不定期休市，平日會在星期三休市（休市日魚店和飲食店的商品會有在前一天進貨的時候）。
- 除年尾年初和盂蘭盆會以外原則上不會3連休（2連休或以下之後開市）。
- 駛進場內的車輛需預先進行登記，非登錄車輛禁止入場。
- 上午時計程車等亦禁止入場。
- 附近停車場很少，最好儘可能使用公共交通工具。
- 最近的車站是都營地下鐵大江戶線的築地市場站，比較近的還有東京地下鐵日比谷線的築地站。
- 有從JR新橋站往築地市場場內的都營巴士（順帶一提乘都營巴士是最短的交通線路）。

但是，隨著普通客的猛增，違反市場規則和禮貌的參觀者和普通客亦見增加，引起阻障市場本來的業務的問題，便禁止參觀部份的拍賣。
作為普通客到訪市場的時候需注意以下事項：
- 由於汽車、堆高機等車輛不時往來，一定要走在通道的旁邊。
- 集體行動或在食店排隊等情況時，不要妨礙通道和干擾旁邊的店鋪等等。
- 路面上會有難行的地方和濕滑的地方，不要穿高跟鞋到訪。
- 由於會處理海鮮，穿著被水弄濕了也沒打緊的服裝較好。
- 注意周圍環境，讓路給拿著沉重的貨物的人和正在趕忙的人。
- 由於連休前會非常擠擁，最好暫時不要到訪。
- 拍照時不可使用閃光燈，以免妨礙拍賣作業。

關於參觀場內和休市日相關的事，可參看市場的官方網頁來查詢。
以中央批發市場來說有很強的如聚集的貨品分、決定價格的公共市場性質，多以原本是對業者（小規模店、飲食店，日式餐館）的批發價格來銷售，與上野的阿美橫丁等不同基本上沒有以過度減價為由的交涉而作出設定價格。亦有店舖以旅客或普通客身份，採購商品本身是小批量買入的業者亦都很多，雖說作為一般消費者身份並不會被拒絕，但與阿美橫丁等混在一起時亦很多時會被謝絕。

## 變遷

### 遷場相關計畫的推行
築地市場建築之初是為鐵路列車運輸而設計的，只有狹小的貨車停泊空地。由於築地市場處理數量的擴大（2005年中處理2140公噸為日本最多），相應設施變得窄小且從1935年啟用至今的設施亦破損，以銀座等靠近築地那樣環境條件佳等作為借鑑，因而檢討於2012年遷移到東京都江東區的東京瓦斯工場遺址的豐洲新市場。作為東京方面與築地市場業界的協議機關，而建立新市場建設協議會，並於2004年7月訂定「豐洲新市場基本計劃」。
時任東京都知事石原慎太郎認為「築地又舊又不清潔，若為都民與消費者的利益著想，市場不能再維持下去。也沒其他適合地點」而沒有更改遷移計劃的打算，並表明有將遷移後的築地遺址作為正在進行招聘活動的2020年東京奧運的媒體中心的構思。
但是，已弄清楚將要遷移到的地方由於曾設置東京瓦斯的施設而受到土壤污染。雖然東京都等方面，因為會在將要遷移到的用地的地面上摞上4.5米未受污染的土壤，並舖上瀝青，認為沒有問題，但仍有以“豐洲正被污染”的反對遷移運動。證實此事的是，都於2007年10月6日發表的調查結果中表明地下水中苯、氰化物、鉛和砷的污染物，以及土壤中的苯、氰化物、砷的污染物含量超標。
又，石原都知事於2006年9月8日的定期記者會中會見記者時說到NHK總部遷移到築地市場現址的發言雖然引起了轟動，但NHK以「沒有這樣的計劃」徹底否定此事。
另外，本來東京都就反對築地市場的遷移地點定為豐洲，而是想重新修建築地市場。
除此之外石原都知事在2007年的都知事選舉中出席當選的會面時表示，由於築地市場存在大量的石棉，因此作出遷移是必要的。築地市場的「場內市場」搬到豐洲，但「場外市場」則留守築地大本營，並增建新的商業設施，命名為「築地魚河岸」，繼續傳承築地孕育出的食文化。

### 搬遷歷程
2015年7月17日，東京都政府與水產品、蔬果批發、中盤商和零售業等市場業者代表協調後，決定築地市場自2016年11月3日休市四天搬遷、11月7日啟用豐洲市場；但小池百合子在2016年接任東京都知事後，在同年8月31日宣布因豐洲市場存在諸多問題，延後築地市場移轉豐洲的時間。經過一年擱置後，東京都政府與市場業者代表最終在2017年12月20日，決定築地市場在2018年10月搬遷、10月11日啟用豐洲市場。
2018年10月6日，為築地場內市場的最終營業日。當日結束營業後，場內店家隨即將所有物品與貨品連日遷移至豐洲市場，當中最壯觀的是場內眾多的運貨卡車（砲塔式卡車），在東京都有關單位的指引下，沿著已完工但尚未啟用的築地大橋遷移至豐洲市場。同月11日，豐洲市場開始交易功能，正式取代築地場內市場原有的服務機能。

### 未來用途
東京都政府計劃將築地場內市場舊址，先改建為2020東京奧運的臨時停車場，供運動員及教練使用。當局於2019年1月23日公佈進一步計劃草案，預想在奧運後把土地劃分成多區，除興建國際會議中心和展覽館，亦希望在該處興建酒店和吸引遊客的設施。整個工程預計在2030年至2040年完成。地塊會變成國際會議中心、展覽館、高級酒店及餐廳等設施的集中地，以「建立及推展東京這個品牌」。有關公眾諮詢會截至3月份。大前研一认为小池百合子的会展综合设施计划已经过时，他建议筑地应予以混合用途开发。
2020年3月31日，筑地旧建筑彻底拆除完毕，是年8月，东京都议会自民党干事长山崎一辉要求出售筑地旧址充实财政，以应对新型冠状病毒疫情带来的冲击。

## 趣聞
2008年築地市場首個吞拿魚拍賣日，香港板前壽司老闆鄭威濤以破紀錄的約44萬港元投得一條重276公斤的「吞拿魚王」（日本一），成為首次由香港人投得「吞拿魚王」。
香港灣仔碼頭於2016年10月開設由築地市場最具規模的批發商山治集團設立首個海外水產市場「築地·山貴水產市場」，佔地超過一萬呎。

## 相關知名人士
- 平野文 - 演員、配音員，丈夫是築地市場的中盤商，著作多與築地相關。
- 中田喜子（日语：中田喜子） - 演員，家業是築地市場的中盤商。
- Terry伊藤（日语：テリー伊藤） - 演員兼劇作家，親兄在場外市場商店街經營販賣玉子烧的店舖，曾現身在場外市場商店街振興工會的海報上。

### 引用
1. ↑   [築地市場結束營業　中盤商：雖然感覺寂寞，還是滿懷感謝]. 朝日新聞電子版 (朝日新聞社). 2018-10-06  [2018-10-10]. （原始内容存档于2018-10-10） （日语）.
2. ↑  .   [2018-10-06]. （原始内容存档于2018-10-06）.
3. ↑  .   [2008年5月29日]. （原始内容存档于2005年11月24日）.
4. ↑  .   [2008-05-24]. （原始内容存档于2008-05-24）.
5. ↑  每日新聞　2007年3月10日
6. ↑  .   [2008年5月30日]. （原始内容存档于2008年5月14日）.
7. ↑  . U Travel. 2015年10月12日  [2015年10月13日]. （原始内容存档于2019年6月19日） （中文）.
8. ↑  . 朝日新聞. 2015年7月20日  [2015年7月20日]. （原始内容存档于2015年7月21日）.
9. ↑  . 每日新聞. 2016年8月31日  [2016年12月2日]. （原始内容存档于2021年2月14日）.
10. ↑  . 日本經濟新聞. 2016-12-20  [2018-06-28]. （原始内容存档于2018-06-26） （日语）.
11. ↑  . 東京都中央批發市場. 2016-12-20  [2018-06-28]. （原始内容存档于2018-06-21） （日语）.
12. ↑  築地市場舊址　擬改建會議中心 （页面存档备份，存于） 蘋果日報 2019-01-24
13. ↑  築地跡地に国際会議場　「食」構想消え「稼ぐ」場に （页面存档备份，存于） 2019年1月24日 朝刊
14. ↑  大前研一. . zakzak. 2020-11-14  [2021-02-22]. （原始内容存档于2020-11-14） （日语）.
15. ↑  西村奈緒美. . 朝日新聞デジタル. 2020-04-01  [2021-02-22]. （原始内容存档于2021-03-29） （日语）.
16. ↑  . 日本経済新聞. 2020-08-03  [2021-02-22]. （原始内容存档于2021-04-05） （日语）.
17. ↑  . Apple Daily 蘋果日報.   [2016-09-02]. （原始内容存档于2017-03-05）.
18. ↑  築地市場 進駐灣仔碼頭!! 香港食築地直送魚生 （页面存档备份，存于）新浪新聞 2016年6月14日

## 外部連結
- （日語）（英文） 東京都中央批發市場 （页面存档备份，存于）
- （日語） 魚河岸橫丁 （页面存档备份，存于）（築地市場場內商店街）
- （日語）（英文）（繁體中文） 築地場外市場 （页面存档备份，存于）